# FC Broby
FC Broby er en dansk fodboldklub hjemmehørende i Nørre Broby. Klubben blev stiftet i 2006 som en sammenslutning mellem de tre fodbold klubber i Nørre Broby, Vester Hæsinge og Brobyværk. Klubbens førstehold spiller i DBU Fyns Serie 1 i denne sæson. Foruden førsteholdet, har klubben to yderligere herreseniorhold. De spiller i denne sæson henholdsvis i DBU Fyns Serie 2 og DBU Fyns Serie 4. Klubben har også et kvinde 7-mandshold. FC Broby har desuden også en betragtelig Old Boys-afdeling.
Rent historisk har FC Broby klaret sig godt, siden stiftelsen i 2006. På et tidspunkt huserede klubben Fynsserien.

FC Broby har i flere år afholdt Øens Hold Cup, hvor børne- og ungdomshold fra hele landet har deltaget.

## Ekstern Henvisning
- Officiel hjemmeside Arkiveret 27. oktober 2020 hos  Wayback Machine
- klubbens facebookside